# Hecmanville
Hecmanville – miejscowość i gmina we Francji, w regionie Normandia, w departamencie Eure.
Według danych na rok 1990 gminę zamieszkiwały 104 osoby, a gęstość zaludnienia wynosiła 34 osoby/km² (wśród 1421 gmin Górnej Normandii Hecmanville plasuje się na 820. miejscu pod względem liczby ludności, natomiast pod względem powierzchni na miejscu 838).